# Haklin

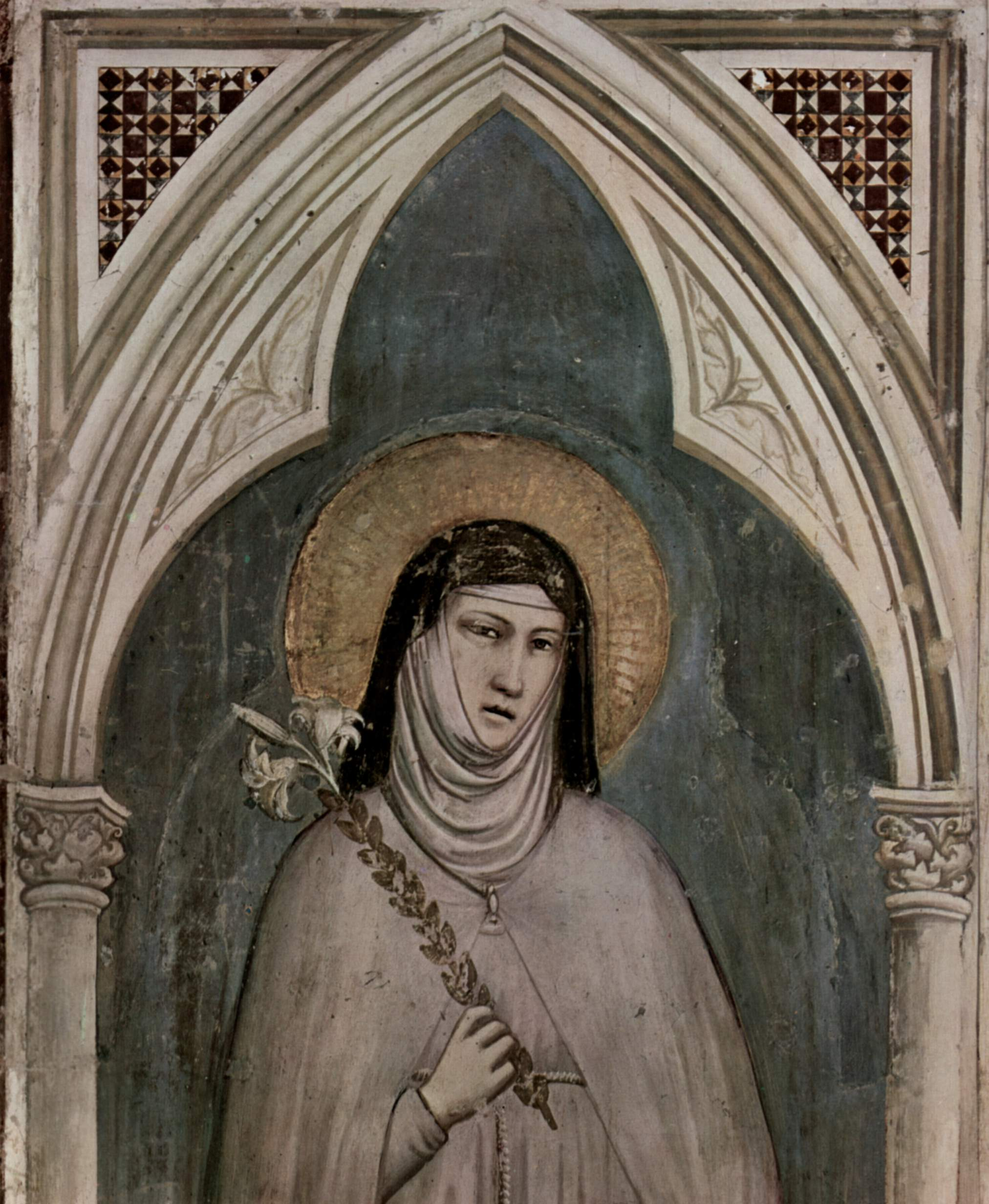
Nunna med haklin, 1325

Haklin är ett plagg av linne som används tillsammans med huvudbonaden dok. Haklinet täcker bärarens hals upp till haka och kinder. Det användes av kvinnor i Europa under medeltiden och var högsta mode på 1200–1300-talet. Senare användes det främst i samband med sorg. Haklinet lever idag kvar i nunnedräkten.